# 나이트몰
나이트몰은(영어: NIGHTMALL)은 대한민국의 인터넷 쇼핑몰 운영 기업이다.

## 상세
개인정보 보호를 위해 비밀포장과 안심배송으로 발송이 이루어지며, 신용카드, 핸드폰결제, 네이버페이, 카카오페이, Apple Pay, 법인카드, 체크카드, 계좌이체 등 다양한 방법으로 결제가 가능하다. 또한, 서울보증보험(주)에 가입되어 있기 때문에 구매자에게 피해가 발생한경우 보호를 받을 수 있다.
구글플레이 및 앱스토어에 출시된 앱을 통해서도 쇼핑이 가능하고,구매실적 별로 회원등급제를 시행하여 할인을 제공한다.